# Antigua i Barbuda
Antigua i Barbuda (ang. Antigua and Barbuda) – wyspiarskie państwo na Morzu Karaibskim, w archipelagu Małych Antyli (Ameryka Środkowa). Głową państwa jest król Wielkiej Brytanii, reprezentowany na wyspach przez gubernatora generalnego. Podstawą gospodarki jest turystyka. Do lat 70. XX wieku w gospodarce dominowało rolnictwo przemysłowe. Podział administracyjny jest nietypowy. Antigua, zamieszkana przez 98% ludności, jest podzielona na 6 okręgów, natomiast pozostałe wyspy są dependencjami.

## Symbole państwowe

### Flaga
Flaga została zaprojektowana przez Reginalda Samuela w 1966 roku. Siedmiopromieniowe złote słońce symbolizuje nową erę. Czerwień symbolizuje krew niewolników oraz dynamizm mieszkańców. Niebieski symbolizuje nadzieję. Czarny glebę oraz Afrykanów. Złoty, niebieski oraz biały pokazuje największe atrakcje turystyczne, czyli słońce, morze i piasek. Kształt litery V oznacza Victorię.

### Herb
Herb został zaprojektowany przez Gordona Christophera. Symbol ten posiada inną symbolikę niż flaga.
- Ananas – słynne czarne ananasy z Antigui,
- Ketmia – symbol natury (kwiatów),
- Złote słońce oraz falę – morze, słońce i plaże,
- Młyn cukrowy – produkcję cukru dawniej podstawy gospodarki,
- Sztylet z żółtymi kwiatami – dawny herb Antigui i Wysp Leeward,
- Dwa daniele – jedyne duże zwierzęta występujące na Karaibach.

Na dole herbu znajduje się wstęga z dewizą kraju Each Endeavouring, All Achieving (Każdy się stara, wszyscy osiągają).

## Historia

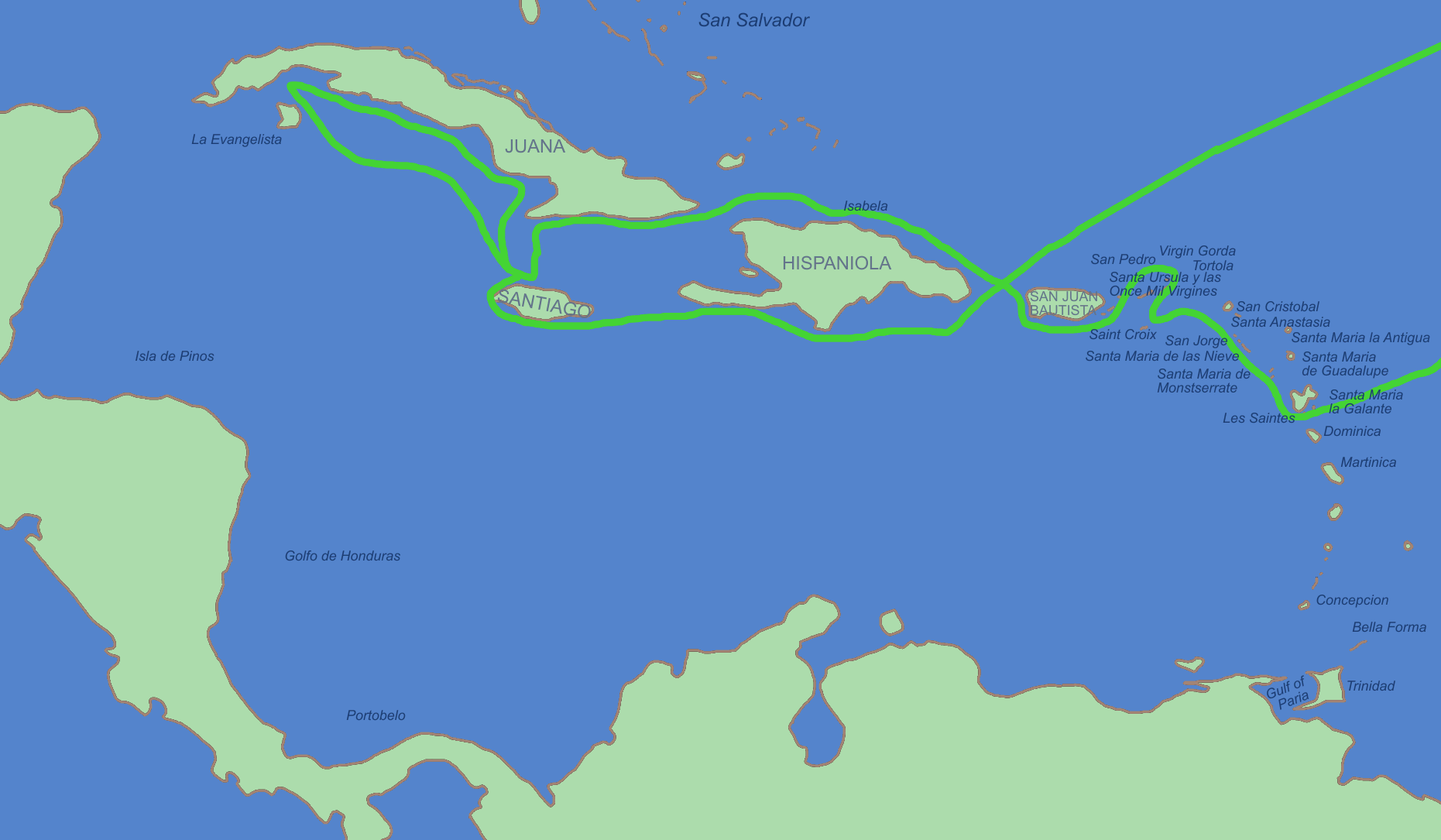
Trasa drugiej wyprawy Kolumba

Lokalizacja Federacji Indii Zachodnich

Flaga gubernatora Antigui i Barbudy w latach 1956–1981

Pierwsza kolonizacja wysp nastąpiła około 3000 lat p.n.e. Do początków naszej ery Antigua zamieszkana była przez Sibonejów, których wyparli Arawakowie, a tych z kolei w XII wieku – Karaibowie. W 1493 do wyspy dotarła druga wyprawa Krzysztofa Kolumba. W następnych latach Małe Antyle były zasiedlane przez kolonizatorów francuskich i hiszpańskich, ale Antigua i Barbuda pozostawały niezasiedlone przez Europejczyków.
W 1628 Anglicy zajęli Barbudę (w latach 1685–1870 należała do rodziny Codrington), a w 1632 Antiguę. Wówczas pojawili się tu na stałe koloniści z Saint Kitts pod wodzą Edwarda Warnera. W 1667 roku wyspy przejściowo okupowane były przez Francuzów. Anglicy założyli na wyspie plantacje tytoniu, trzciny cukrowej i bawełny. Początkowo na plantacjach pracowali Irlandczycy, jednakże nie radzili sobie w klimacie zwrotnikowym. Sprowadzono w ich miejsce niewolników z Afryki. Ludność rdzenna została w międzyczasie zdziesiątkowana. Po wybuchu powstań niewolniczych na Karaibach (na Antigui w 1728) Wielka Brytania zniosła oficjalnie niewolnictwo w 1734, jednak niewiele to zmieniło w sytuacji niewolników i w 1736 doszło do kolejnego powstania, którego trzech przywódców skazano na śmierć przez łamanie kołem. Czarnoskóra ludność wyspy nadal musiała pracować na plantacjach u swoich dawnych właścicieli. W 1860 obie wyspy – Antigua i Barbuda zostały połączone jednym zarządem kolonialnym. Potomkowie dawnych niewolników domagali się autonomii. W latach 30. XX wieku wybuchały niepokoje wśród robotników, co spowodowało w 1939 założenie związku zawodowego i poprawę warunków pracy. W 1941 Stany Zjednoczone założyły na Antigui bazy wojskowe. W 1943 założona została Partia Pracy Antigui (ALP – Antigua Labour Party), która po II wojnie światowej odgrywać zaczęła kluczową rolę w kraju. Od 1958 do 1962 obie wyspy należały do Federacji Indii Zachodnich. W 1967 roku wyspy uzyskały częściową autonomię jako państwo stowarzyszone z Wielką Brytanią. W 1972 na skutek kryzysu na rynku cukru, a także na skutek rozwoju turystyki, zlikwidowane zostały plantacje.

### Niepodległa Antigua i Barbuda
Państwo uzyskało niepodległość 1 listopada 1981 roku, stając się jednocześnie członkiem Wspólnoty Narodów. Ostatnim gubernatorem wysp był w latach 1967–1971 oraz 1976–1981 Vere Bird – przewodniczący ALP. On też wybrany został na szefa rządu niepodległego państwa i pozostawał nim do 1994 roku. W tym czasie gospodarka wysp była słaba. Państwo borykało się ze znacznym deficytem handlowym, związanym z restrukturyzacją gospodarki z rolniczej na turystyczną. Mimo tego, a także oskarżeń o liczne przestępstwa (nielegalny handel bronią, pranie brudnych pieniędzy i korupcję), rządząca partia utrzymała większość w parlamencie i kolejnym premierem został syn Vere C. Birda – Lester Bird. W drugiej połowie lat 90. gospodarka wyspy rozwinęła się na skutek rozwoju sektora finansowego. W 1997 państwo przyjęło ok. 3 tysiące mieszkańców Montserratu, którzy musieli ewakuować się ze swojej wyspy podczas erupcji wulkanu. W 2004 i 2009 kolejne wybory wygrała dotąd opozycyjna partia – United Progressive Party (UPP), a premierem został Baldwin Spencer.
Po śmierci Elżbiety II w 2022 premier Gaston Browne zapowiedział przeprowadzenie w ciągu 3 lat referendum na temat wprowadzenia w kraju republiki. Niezależnie od wyniku zapowiedzianego głosowania, państwo ma pozostać członkiem Wspólnoty Narodów.

## Geografia

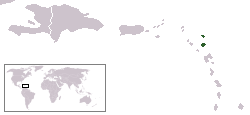
Położenie w archipelagu

### Położenie
Antigua i Barbuda leży na kilku wyspach, z czego dwie główne to: większa Antigua i mniejsza Barbuda. Do państwa należy również Redonda – niezamieszkana i położona w większej odległości od dwóch głównych wysp, oraz szereg wysp przybrzeżnych m.in. Guiana Island, Long Island. Wyspy są położone na Karaibach w północnej części Małych Antyli. Antigua i Barbuda nie mają żadnych granic lądowych. Najbliżej położonymi państwami są: Gwadelupa należąca do Francji oraz Saint Kitts i Nevis.

### Geologia i geomorfologia

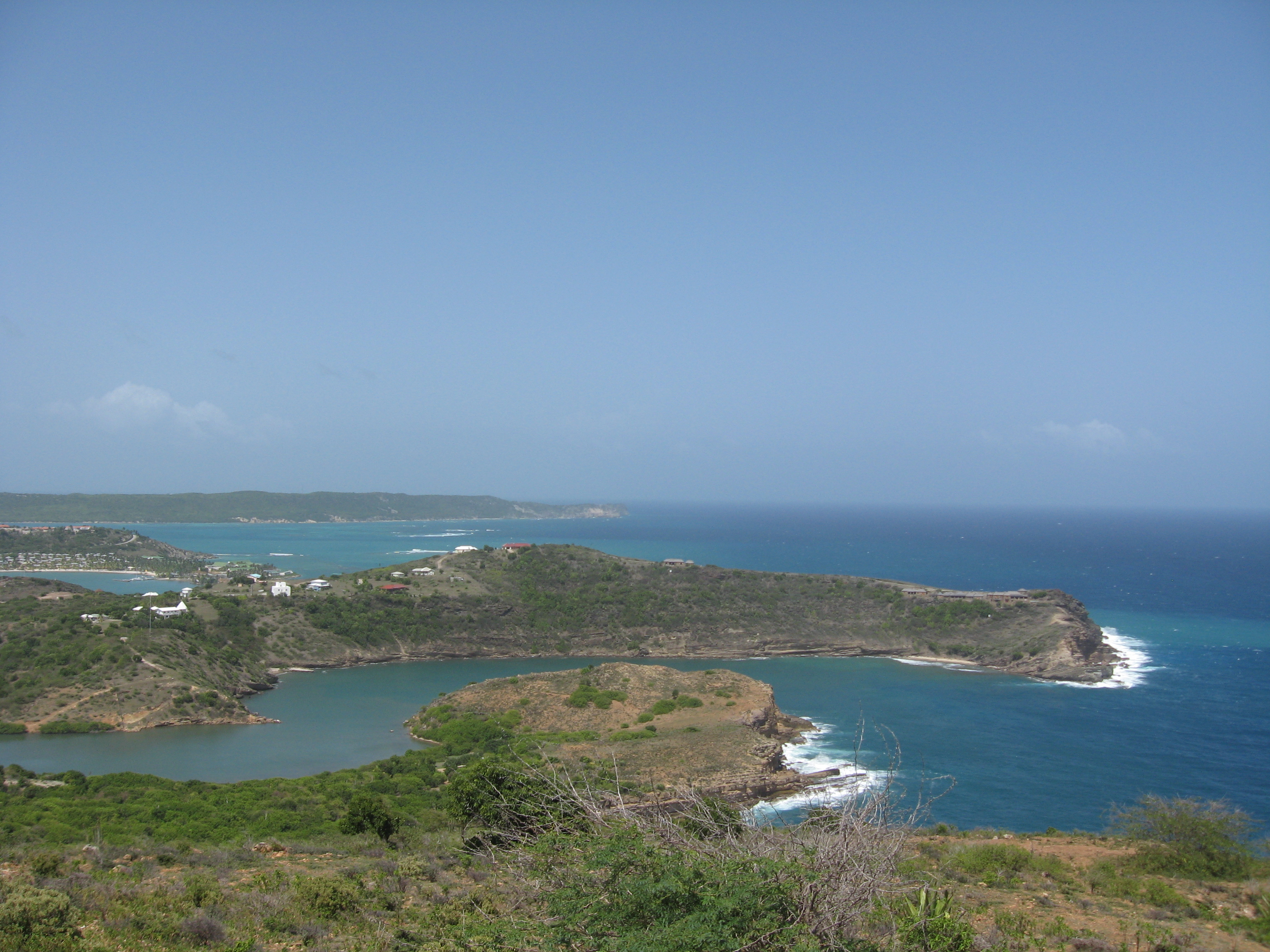
Typowe ukształtowanie terenu na południu Antigui

Antigua jest wyspą wulkaniczną. Wulkany wygasły w górnym oligocenie (około 20 milionów lat temu). Wyspa dzieli się na trzy regiony geologiczne:
- Wulkaniczny region północno-zachodni (najstarsza część wyspy),
- Region centralny (region przejściowy wulkaniczno-wapienny),
- Północno-wschodni region wapienny (najmłodsza część wyspy).

Najwyższym szczytem Antigui jest Boggy Peak 402 m n.p.m. znajdujący się południowo-zachodniej części wyspy.
Barbuda jest płaską wyspą koralową zbudowaną głównie z wapieni. W najwyższym punkcie osiąga wysokość 38 m n.p.m.

### Gleby
Według badań Hilla z 1955 na Antigui i Barbudzie wyróżniono 33 typy gleb. Typy te należą do 5 grup.
- Gleby aluwialne
- Gleby gliniaste
- Gleby wapienno-gliniaste
- Gleby wapienne
- Gleby inicjalne (górskie)

### Klimat

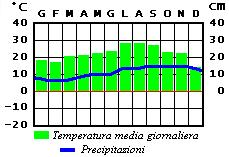
Wykres klimatyczny

Antigua i Barbuda leży w północnej części strefy międzyzwrotnikowej. Roczna suma promieniowania słonecznego jest wysoka i wynosi ok. 6000 MJ/m². Podobnie wysokie jest usłonecznienie wynoszące około 3000 godzin. Temperatura w ciągu roku jest wyrównana i waha się od około 20 do ponad 30 °C (średnia temperatura stycznia wynosi 24 °C, a lipca 29 °C). Wilgotność powietrza jest zmienna zarówno ciągu roku, jak i w ciągu dnia. Roczna suma opadów wynosi około 1070–1140 mm przy czym największa ich ilość spada od października do grudnia, podczas gdy w okresie od marca do czerwca trwa pora sucha. Co 5–10 lat przytrafia się susza skutkująca ogromnymi problemami w zaopatrzenie w wodę. W latach 1983–1984 na wyspy trzeba było importować słodką wodę.
Obszar państwa bywa nawiedzany przez cyklony tropikalne, szczególnie w okresie jesiennym.

### Hydrologia
Na terenie państwa nie ma żadnych stałych cieków. Źródłem wody użytkowej są dwie odsalarnie wody morskiej, zbiorniki zaporowe gromadzące wodę na ciekach okresowych, liczne drobne zbiorniki gromadzące wody opadowe oraz studnie. Na Barbudzie źródłem wody jest jedna studnia.

### Linia brzegowa

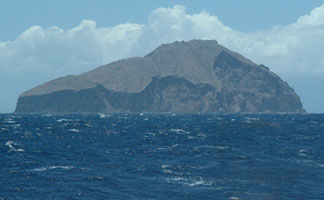
Redonda

Długość linii brzegowej Antigui i Barbudy wynosi 153 km.
Wszystkie wyspy posiadają odmienne linie brzegowe. Antigua posiada krętą linię brzegową z licznymi rafami i mieliznami. Barbuda jest płaską wyspą koralową o mało skomplikowanej linii brzegowej. Obie wyspy posiadają liczne plaże. Redonda jest skalistą wyspą o bardzo stromej linii brzegowej. Południowe wybrzeże Antigui jest zabudowane portami i marinami.

### Fauna i flora
Większość naturalnej roślinności wysp została wycięta pod plantacje. Mające niewielki udział w powierzchni wyspy lasy (ok. 11%) pochodzą w dużym stopniu z programu zalesień. W lasach tych rosną głównie mahoniowce, akacje i Melia azedarach. Uprawiane są głównie palmy kokosowe, drzewa figowe oraz bananowce. Na wyspie Barbuda występuje jeden endemiczny gatunek ptaka, lasówka barbudzka (Dendroica subita syn Setophaga subita). Endemiczny dla wysp jest także krytycznie zagrożony wąż Alsophis antiguae z rodziny połozowatych. Występuje tu 5 gatunków nietoperzy. W przybrzeżnych wodach znaleźć można manaty i 3 gatunki delfinów (delfin nadobny, delfin Risso, delfin malajski).

### Ochrona przyrody
Według światowej bazy danych o obszarach chronionych (World Database on Protected Areas) w 2009 roku w Antigui i Barbudzie znajdowało się 28 państwowych obszarów chronionych zajmujących w części lądowej 45 km² (10,3% powierzchni wysp) oraz 75 km² terytorium morskiego. Brak w tym państwie obszarów naturalnych lub ścisłej ochrony przyrody (I kategorii ochrony według IUCN). Międzynarodową rangę parku narodowego (II kategoria IUCN) ma 5 obszarów: Betty's Hope National Park, Diamond Reef Marine Park (2 tys. ha obszaru morskiego), Half Moon Bay National Park, Nelson's Dockyard Marine Park (o powierzchni 4,128 tys. ha, w tym 2,821 tys. ha obszaru morskiego), Palaster Reef Marine National Park (0,5 tys. ha obszaru morskiego). Pozostałe formy ochrony to głównie IV i V kategoria obszarów według klasyfikacji IUCN określane tu jako Wildlife Reserve, Park Reserve, Marine Park i Marine Sanctuary.

### Miasta

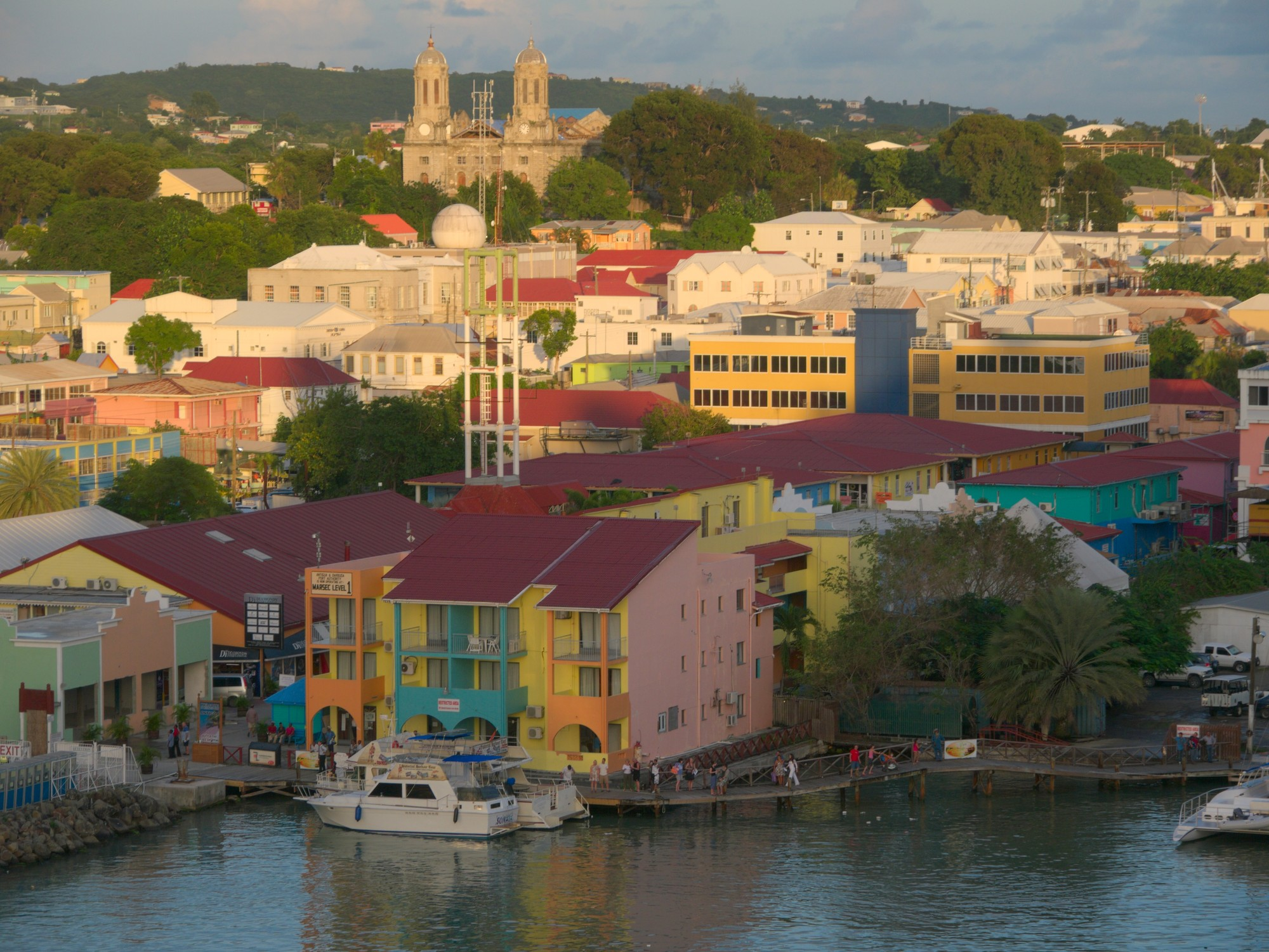
Panorama Saint John’s

Największym miastem Antigui i Barbudy jest stolica Saint John’s. Pozostałe miejscowości są niewielkie. Na Barbudzie znajduje się tylko jedna miejscowość – Codrington.
Saint John’s znajduje się na północno-zachodnim wybrzeżu Antigui. Jest głównym ośrodkiem handlowym oraz największym portem morskim, do którego przybywa większość wycieczkowców z turystami odwiedzającymi wyspę. Miasto posiada również najważniejsze zabytki kraju w tym XVII-wieczną zabudowę kolonialną, katedrę oraz muzeum narodowe.

## Ustrój i polityka

### Ustrój
Antigua i Barbuda jest monarchią konstytucyjną o gabinetowo-parlamentarnym systemie rządów typu westminsterskiego. Państwo należy do commonwealth realmu, a zatem oficjalną głową państwa jest król brytyjski, którego przedstawicielem jest gubernator generalny.
Władzą ustawodawczą sprawuje dwuizbowy parlament składający się z 17 członków Izby Reprezentantów i 17 senatorów. Przedstawiciele Izby Reprezentantów są wybierani w wyborach powszechnych na 5-letnią kadencję natomiast senatorowie są wybierani przez gubernatora. Rząd i premier pochodzą z Izby Reprezentantów. W parlamencie jest też funkcja lidera opozycji wyznaczanego przez gubernatora z największej partii, która nie rządzi.
Władzą wykonawczą sprawuje rząd z premierem na czele. Premierem zostaje lider partii, która osiągnęła większość w Izbie Reprezentantów. Premier mianuje i odwołuje ministrów.

### System prawny
W Antigui i Barbudzie obowiązuje system prawny typu common law, wywodzący się z prawa Wielkiej Brytanii. Obecnie dominuje w nim prawo stanowione, chociaż common law jest nadal silne. Prawo zwyczajowe nie gra większej roli w porządku prawnym.
Najwyższym prawem w kraju jest konstytucja z 31 lipca 1981 r., ogłoszona wraz z uzyskaniem przez kraj niepodległości.
Sądownictwo Antigui i Barbudy włączone jest do systemu sądownictwa Organizacji Państw Wschodniokaraibskich (OECS). Na terytorium kraju funkcjonują sądy magistrackie (Magistrates' Courts), Wysoki Sąd (High Court) i Sąd Przemysłowy (Industrial Court). Od ich orzeczeń przysługuje odwołanie do Sądu Najwyższego Karaibów Wschodnich (Eastern Carribean Supreme Court). Na szczycie systemu sądowego jest Komitet Sądowniczy Tajnej Rady Wielkiej Brytanii.

### Rząd
Skład rządu:

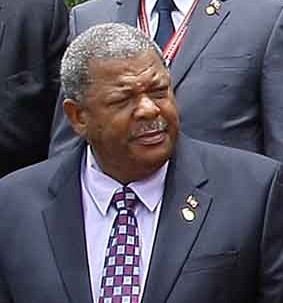
Premier Baldwin Spencer

- Baldwin Spencer – Premier i Minister Spraw Zagranicznych
- Justin L. Simon – Prokurator generalny i Minister Prawa
- Willmoth Daniel – Minister zdrowia, polityki społecznej i konsumentów.
- Harold Lovell – Minister gospodarki, finansów i administracji.
- L. Errol Cort – Minister obrony.
- John Herbert Maginley – Minister turystyki, kultury i lotnictwa cywilnego.
- Hilson Baptiste – Minister rolnictwa i środowiska.
- Jacqui Quinn-Leandro – Minister edukacji, sportu i równouprawnienia płci.
- Trevor Myke Walker – Minister pracy i transportu.

### Polityka zagraniczna

#### Ambasady
Antigua i Barbuda posiada ambasady w Arabii Saudyjskiej, Argentynie, Australii, Austrii, Brazylii, Chinach, Danii, Francji, Grecji, Hiszpanii, Holandii, Indiach, Irlandii, Izraelu, Japonii, Kanadzie, Kenii, Korei Południowej, Malezji, Meksyku, Niemczech, Norwegii, Włoszech, Rosji, Republice Południowej Afryki, Singapurze, Stanach Zjednoczonych, Szwecji, Szwajcarii, Turcji, Wielkiej Brytanii, Zjednoczonych Emiratach Arabskich.

## Podział administracyjny

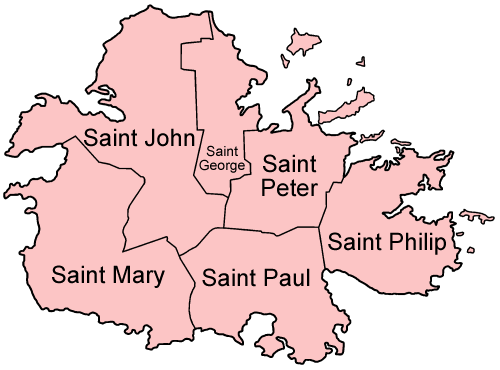
Podział administracyjny Antigui. Barbuda i Redonda nie są pokazane na mapie (stanowią oddzielne dependencje)

Antigua jest podzielona na 6 okręgów zwanych tradycyjnie parafiami (ang. parish) pozostałe wyspy stanowią dwie dependencje.
| Parafia      | Pow. w km² | Ludność w tys. | Ośrodek administracyjny |
| ------------ | ---------- | -------------- | ----------------------- |
| Saint George | 24,0       | 5,4            | Carlilse                |
| Saint John   | 74,0       | 43,0           | Saint John’s            |
| Saint Mary   | 57,0       | 6,4            | Bolans                  |
| Saint Paul   | 48,0       | 7,4            | English Harbour Town    |
| Saint Peter  | 33,0       | 4,4            | Parham                  |
| Saint Philip | 33,0       | 3,6            | Freetown                |
| Barbuda      | 160,5      | 1,6            | Coddrington             |
| Redonda      | 1,5        | 0              | –                       |

## Gospodarka
Główną gałęzią gospodarki, traktowaną przez miejscowy rząd priorytetowo, jest turystyka, skierowana zwłaszcza na obsługę turystów ze Stanów Zjednoczonych. Kolejne pod względem znaczenia są: usługi finansowe i internetowe oraz prywatna uczelnia odgrywająca istotną rolę w regionie – American University of Antigua College of Medicine. Przedmiotem eksportu jest głównie rękodzieło i komponenty elektroniczne. Największy eksport skierowany jest do Polski (w 2004 roku blisko 48% całości), poza tym do Wielkiej Brytanii (25%) i Niemiec (9%). Głównymi problemami dla rozwoju gospodarczego są ograniczone zasoby wody, koncentracja zatrudnienia w branży turystycznej, zagrożenie naturalnymi katastrofami (zwłaszcza huraganami) oraz znaczny deficyt budżetowy.

### Rolnictwo i rybołówstwo

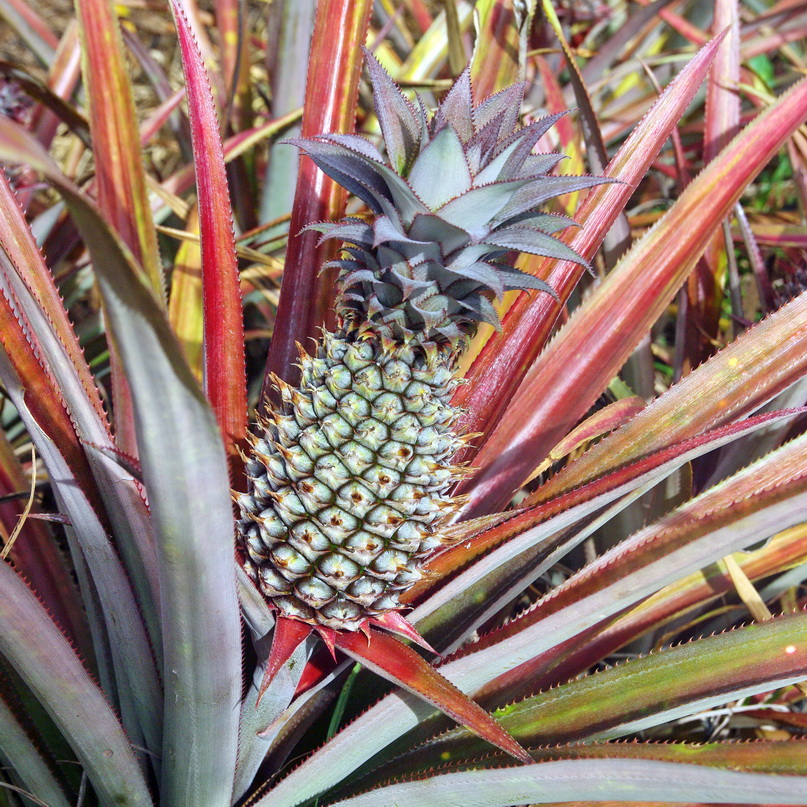
Ananas na Antigui

Antigua i Barbuda posiada warunki klimatyczne korzystne dla rozwoju rolnictwa. Temperatura jest optymalna, nie występują przymrozki, usłonecznienie jest wysokie. Areał terenów zdatnych do rozwoju upraw szacuje się na 13,8 tys. ha, z czego obecnie użytkowane grunty rolne zajmują 1863 ha. Działalnością rolniczą zajmuje się ok. 2 tys. osób (2008). Na wyspie rozwinęło się rolnictwo przemysłowe, głównie uprawia się tytoń oraz trzcinę cukrową. W latach 70. na skutek załamania się rynku cukru oraz dzięki turystyce plantacje zostały zlikwidowane. Dominującą rolę w działalności rolniczej zaczął pełnić chów zwierząt, sukcesywnie jednak udział rolnictwa w PKB maleje (jeszcze w 1980 wynosił 15%, a w 1996 już tylko 4,5%). Produkcja rolnicza skierowana jest wyłącznie na miejscowy rynek.
W 2011 największy udział w zbiorach (w tonach) miały owoce tropikalne – 7743 ton. Na kolejnych miejscach były mleko krowie – 5700 ton, mango i gujawa – 1218 ton. Pozostałych upraw zebrano mniej niż 1000 ton. W przypadku wartości produkcji na trzecim miejscu jest mięso wołowe. W światowej produkcji żywności Antigua i Barbuda ma niewielkie znacznie. W produkcji owoców tropikalnych w 2011 zajęła 35. miejsce oraz w taro 45. miejsce natomiast w pozostałych uprawach plasowała się w drugiej połowie listy krajów.
Rybołówstwo jest tradycyjne, indywidualne, mimo tego na początku XXI wieku dostarczało około 50% PKB uzyskiwanego z pierwszego sektora gospodarczego. Ryby mają znaczny udział w diecie mieszkańców państwa. Konsumpcja ryb w 2008 wyniosła 52,1 kg na mieszkańca rocznie. Było to ok. 5 razy więcej niż średnia Karaibów. Ryby najczęściej trafiają pod postacią nie przetworzoną do handlu wewnętrznego na targowiskach. Hotele i restauracje kupują około 10% krajowych połowów. Lokale te dodatkowo importują ryby i owoce morza z sąsiednich państw, najczęściej z Gujany i Trynidadu i Tobago. Antigua jest importerem również przetworów rybnych.
Leśnictwo w Antigui i Barbudzie praktycznie nie istnieje. PKB z tej działalności miało znikomy udział w PKB ogółem. Od 1963 roku zwiększana jest powierzchnia lasów w celu ochrony gleb i wód. Ich udział w powierzchni kraju wynosi 11%.

### Przemysł, górnictwo i budownictwo
Przemysł i górnictwo nie rozwinęły się w Antigui i Barbudzie, mimo tego, że kraj posiada pokłady fosforytów. Jedyne gałęzie przemysłu, które się rozwinęły to: przemysł rolno-spożywczy, przemysł tekstylny, przemysł materiałów budowlanych oraz wyrób pamiątek dla turystów. Cały przemysł zaopatruje tylko rynek lokalny. II sektor gospodarczy w Antigui i Barbudzie, ze względu na rozwój III sektora ma coraz mniejszy udział w PKB.
Park przemysłowy, zrzeszający większość przemysłu w państwie, znajduje się na Barbudzie niedaleko Coolidge.

### III sektor

#### Turystyka

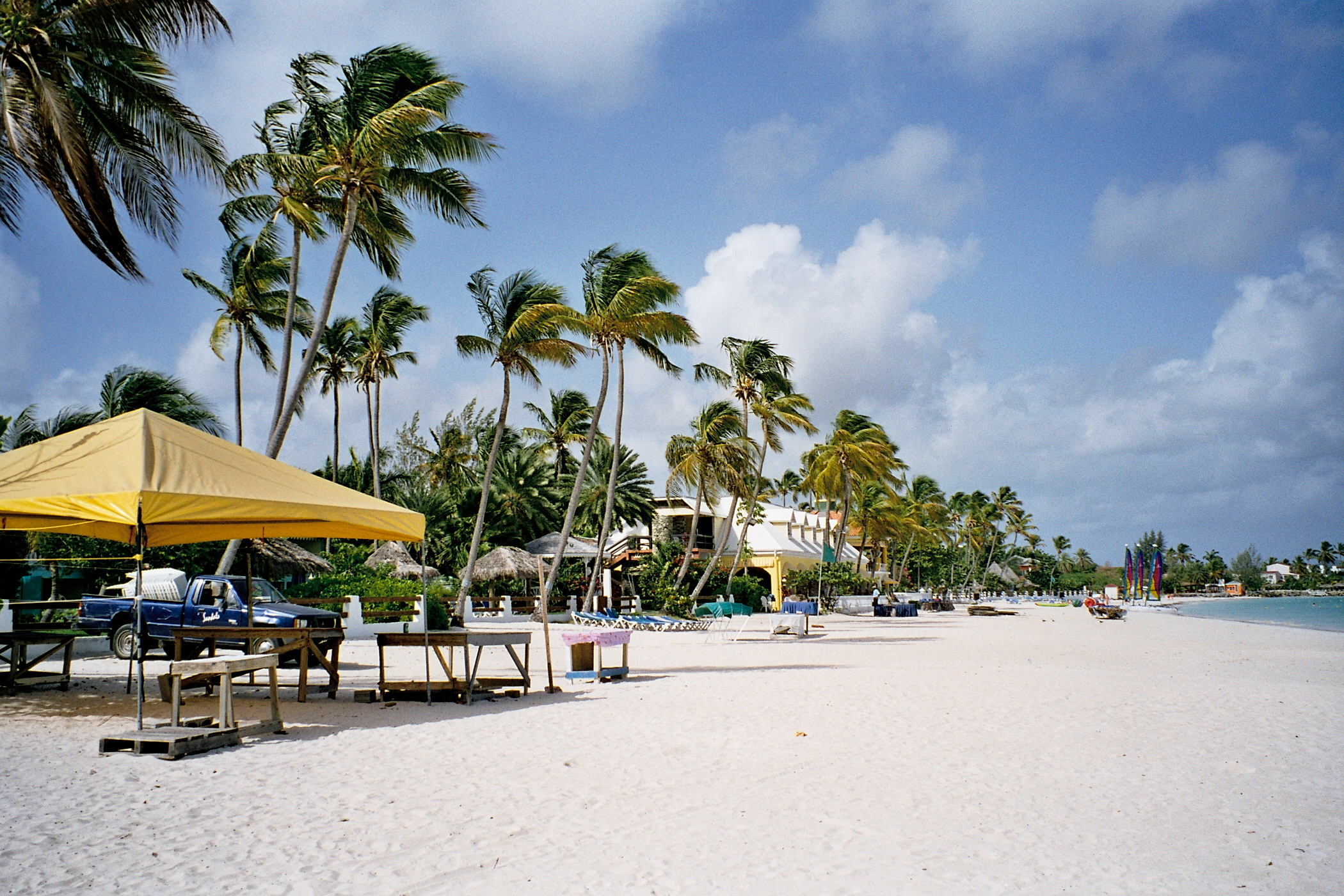
Plaża w Antigui

Podstawą gospodarki Antigui i Barbudy jest turystyka. Turystyka międzynarodowa zaczęła rozwija się na Karaibach w latach 70. XX wieku, wypierając dominujące wcześniej rolnictwo przemysłowe. W 1980, jeszcze przed uzyskaniem niepodległości, wpływy z turystyki międzynarodowej wynosiły 43% PNB. W latach 80. udział wpływów wzrósł do 83,5% w 1990. W późniejszych latach udział ten stopniowo spadał do 39% w 2001. W następnych latach poziom ten się utrzymywał. Głównymi krajami, z których pochodzą turyści zagraniczni są Stany Zjednoczone oraz Kanada. W 2002 ze względu na obawę przed atakami na wycieczkowce radykalnie spadła liczba turystów i państwo pogrążyło się w kryzysie.
Problemem w czerpaniu z zysków z turystyki jest struktura własnościowa infrastruktury turystycznej. Większość hoteli oraz atrakcji należy do przedsiębiorstw zagranicznych pochodzących głównie ze Stanów Zjednoczonych. Dochodzi do zjawiska kolonizacji turystycznej.

#### Usługi finansowe
Oprócz turystyki ważnym elementem III sektora jest tania bandera, a także utworzenie raju podatkowego. Usługi finansowe rozwinęły się w połowie lat 90. XX wieku, dzięki rozwojowi internetu oraz bankowości elektronicznej.

#### Transport i łączność

##### Transport lotniczy

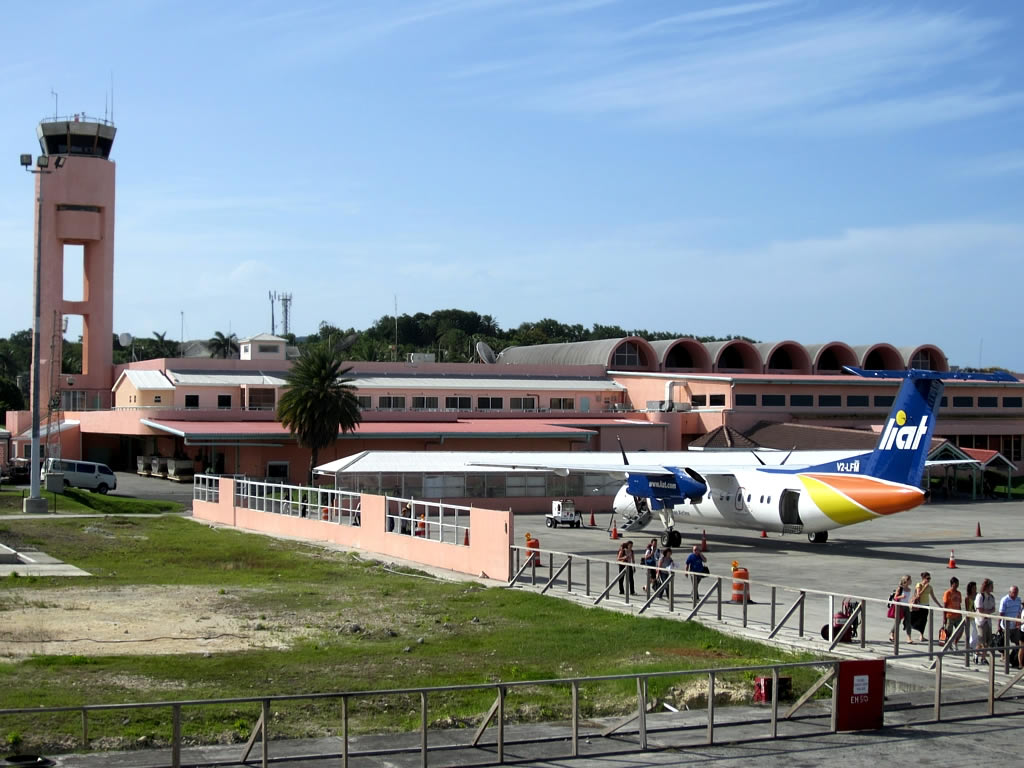
V. C. Bird International Airport

Na terenie kraju są trzy lotniska spełniające wymagania ICAO.
| Miasto       | Wyspa   | Kod ICAO | Kod IATA | Nazwa lotniska                       | Koordynaty                                 |
| ------------ | ------- | -------- | -------- | ------------------------------------ | ------------------------------------------ |
| Saint John’s | Antigua | TAPA     | ANU      | V. C. Bird International Airport     | 17°08′12″N 61°47′34″W/17,136667 -61,792778 |
| Codrington   | Barbuda | TAPH     | BBQ      | Codrington Airport                   | 17°38′09″N 61°49′43″W/17,635833 -61,828611 |
| Coco Point   | Barbuda | TAPT     |          | Coco Point Lodge Airstrip (prywatne) | 17°33′20″N 61°45′55″W/17,555556 -61,765278 |

##### Transport kolejowy
Antigua i Barbuda nie ma transportu kolejowego. W latach 1903–1971 (jeszcze pod panowaniem brytyjskim) na wyspie Antigua była 80-kilometrowa. (lub 77) linia o rozstawie szyn 2 stopy 6 cali (762mm) obsługująca plantację trzciny cukrowej. Linia ta była obsługiwana przez jeden parowóz „Joan”. Po likwidacji linii kolejowej parowóz został przewieziony do Walii, gdzie kursuje na kolei Welshpool & Llanfair Light Railway.

##### Transport drogowy
Sieć drogowa Antigui i Barbudy jest bardzo dobrze rozwinięta w 2002 w kraju istniało około 250 km dróg o nawierzchni ulepszonej z czego 25% było klasyfikowane jako autostrady. W państwie szczególnie na Antigui występują korzystne warunki terenowo-klimatyczne do budowy dróg.

##### Łączność telefoniczna

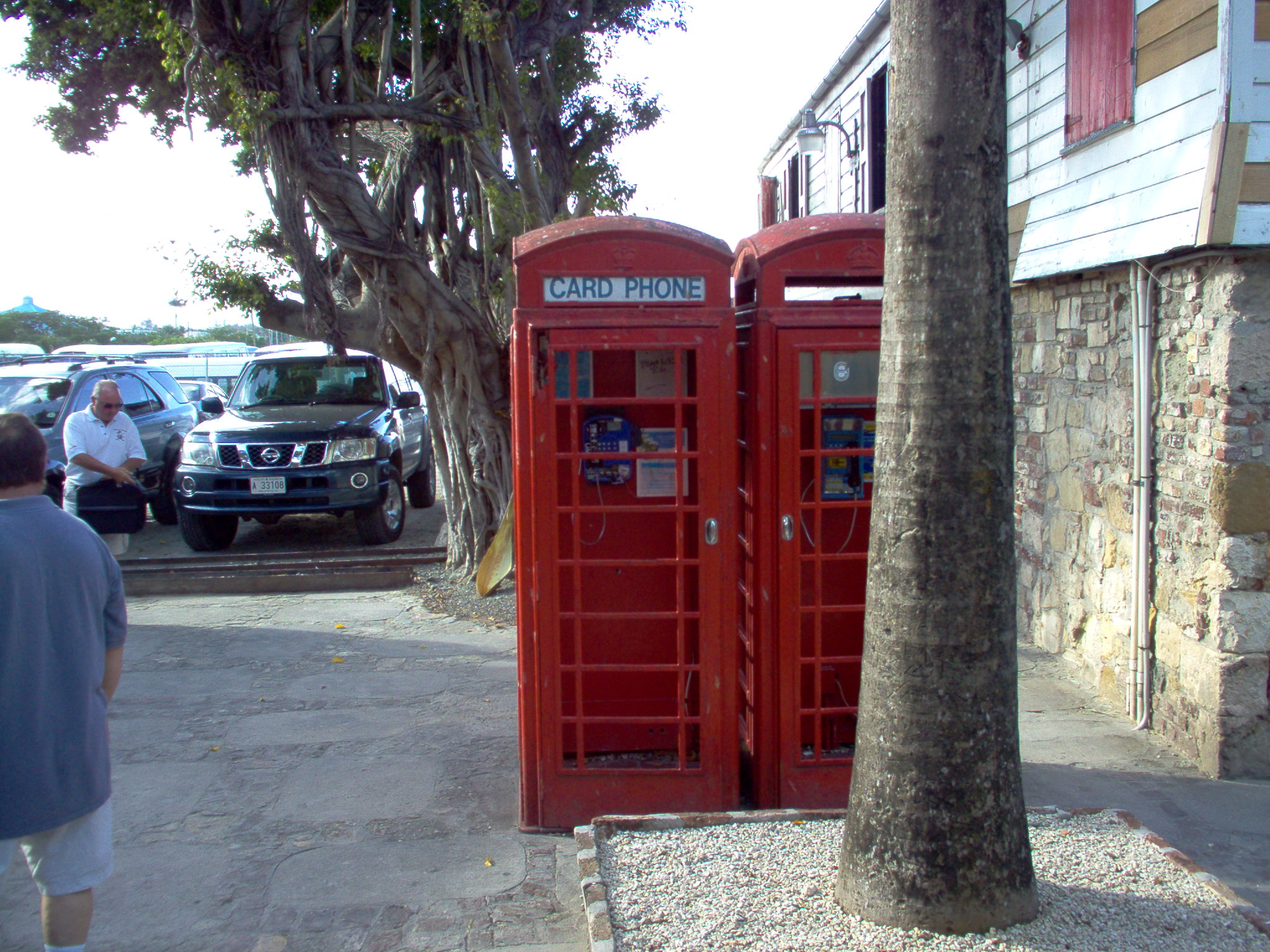
Czerwone budki telefoniczne

Łączność telefoniczną i internetową na wyspach zapewnia Cable and Wireless Antigua Ltd. Firma ta powstała w 1929 jako część West India Telegraph Company. Jednakże pierwsze stacje telegraficzne powstały na wyspie już w 1924. W 1985 spółka zaczęła obsługiwać telefony. W 2001 na wyspie zostało uruchomione pierwsze łącze internetowe.

### Gospodarcze organizacje międzynarodowe
Od momentu uzyskania niepodległości Antigua i Barbuda jest członkiem Wschodniokaraibskiej Unii Monetarnej (ECCU). Walutą ECCU jest dolar wschodniokaraibski, związany sztywno z dolarem amerykańskim w relacji 1 USD = 2,7 XCD.
Antigua i Barbuda jest członkiem założonej w 1973 organizacji CARICOM, która dąży do utworzenia wspólnego rynku na terenie Karaibów, a także założonej w 2005 ETEA, która jest amerykańską strefą wolnego handlu.

## Demografia

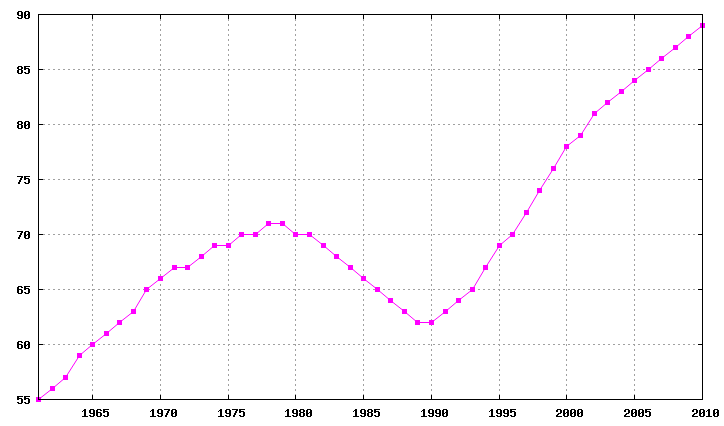
Liczba ludności Antigui i Barbudy

98% mieszkańców kraju mieszka na Antigui, pozostałe 2% na Barbudzie.

### Struktura wiekowa
Do lat 90. społeczeństwo Antigui i Barbudy było społeczeństwem młodym. W 2001 społeczeństwo miało już piramidę ustabilizowaną

### Struktura etniczna
Struktura ludności Antigui i Barbudy:
- Czarnoskórzy 87,3%
- osoby o mieszanej etniczności 4,7%
- Latynosi 2,7%
- Białoskórzy 1,6%
- inni 2.7%
- nieustalona 0.9%

### Migracja
Głównym celem migracyjnym mieszkańców Antigui i Barbudy jest Wielka Brytania. W XXI wieku coraz bardziej popularnym celem migracji są Stany Zjednoczone, Saint Martin, Barbados, Amerykańskie Wyspy Dziewicze. Przyczyną migracji najczęściej jest poszukiwanie pracy. Czynnikiem sprzyjającym jest używany przez mieszkańców język angielski.

## Religia i związki wyznaniowe

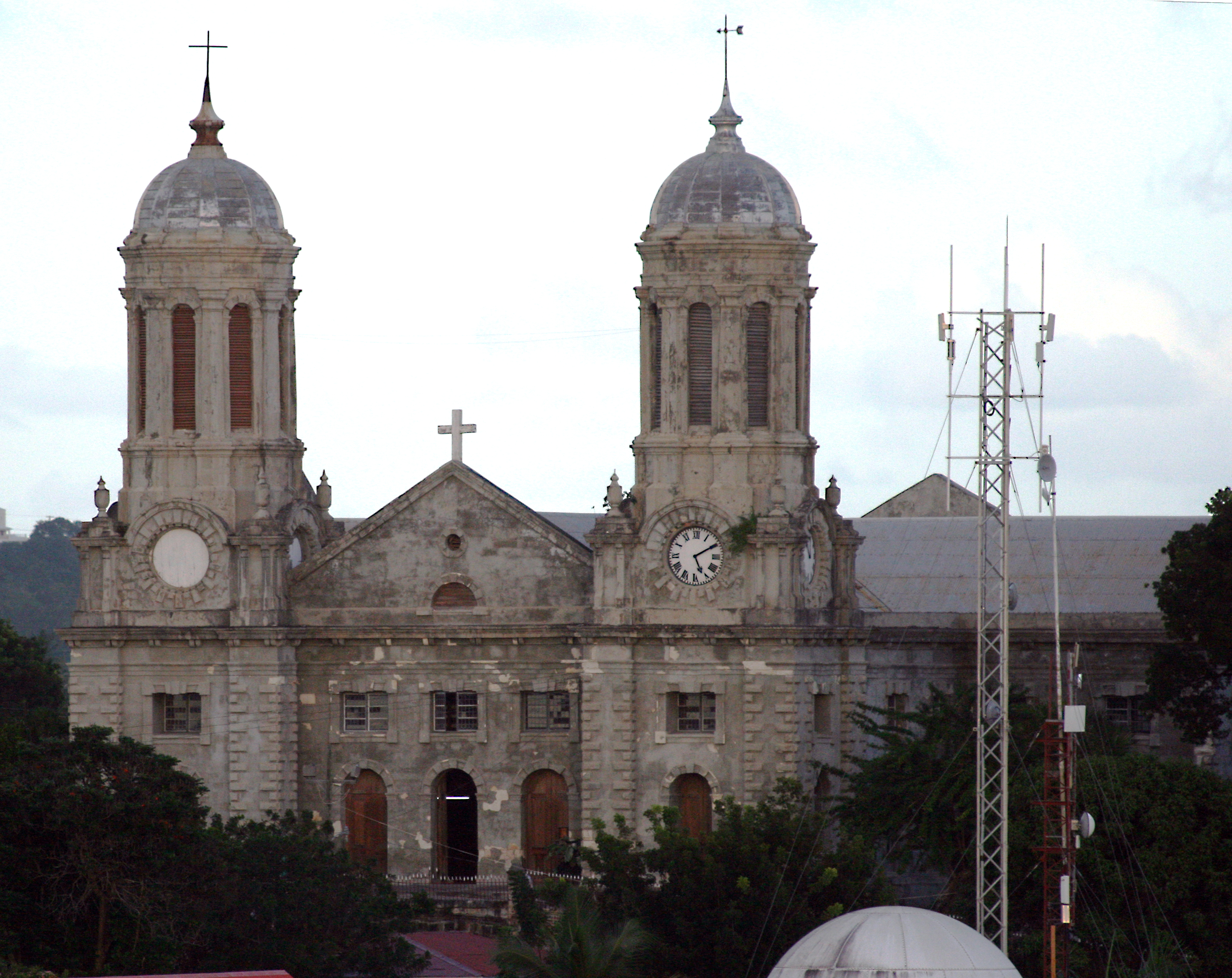
Katedra Św. Jana

W Antigui i Barbudzie nie ma żadnej religii państwowej. Kościoły są oddzielone od państwa.
Struktura religijna kraju w 2011 roku według CIA The World Factbook:
- protestanci – 68,3%:
  - anglikanie – 17,6%,
  - adwentyści dnia siódmego – 12,4%,
  - zielonoświątkowcy – 12,2%,
  - metodyści i uświęceniowcy – 10,1%,
  - bracia morawscy – 8,3%,
  - Kościół Boży – 4,1%,
  - baptyści – 3,6%,
- inne religie – 12,2%,
- katolicy – 8,2%,
- brak religii – 5,9%,
- nieokreśleni – 5,5%.

## Siły zbrojne i policja

Bandera straży przybrzeżnej

Siły zbrojne Antigui i Barbudy (Antigua i Barbuda Defense Force – ABDF) liczą 115 żołnierzy, natomiast siły policyjne 350 funkcjonariuszy. Straż pożarna jest częścią sił policyjnych. Siły zbrojne podlegają głównej kwaterze ABDF, które podlega Radzie Bezpieczeństwa Narodowego, na którego czele jest Minister Obrony (zazwyczaj jest to premier).
Pierwsze zbrojne siły na wyspie zostały założone 1897 przez plantatorów cukru w celu ochrony plantacji przed złodziejami i podpalaczami, stąd tradycyjnie straż pożarna funkcjonuje w strukturach policji. Siły te jednak zostały rozwiązane, a ich reaktywacja nastąpiła 1 czerwca 1956, po czym zostały wchłonięte przez ABDF 1 listopada 1981. Od 1980 straż przybrzeżna patroluje wody Barbadosu, Saint Kitts i Nevis oraz Saint Lucia. Antigua i Barbuda wzięła udział w interwencji wojskowej w Grenadzie w latach 1983–1985. W 1995 straż przybrzeżna została przeniesiona z policji do sił zbrojnych. W latach 80. w wojsku Antigui i Barbudy pracowały kobiety zajmujące głównie stanowiska administracyjne. Od 1996 w ABDF nie ma kobiet.
Państwo nie ma lotnictwa wojskowego. Większość sprzętu jest przestarzała i pochodzi z pomocy amerykańskiej armii. Straż przybrzeżna regularnie korzysta z pomocy Stanów Zjednoczonych.
Siły zbrojne oraz policyjne zajmują się głównie walką z przestępczością zorganizowaną, w szczególności przemytem narkotyków oraz piractwem. Straż przybrzeżna zajmuje się ochroną i ratownictwem statków na Morzu Karaibskim. W tym celu ściśle współpracują z armiami Stanów Zjednoczonych oraz innych państw leżących na Karaibach.

## Nauka i oświata

### Oświata
Nauka w Antigui i Barbudy jest obowiązkowa dla wszystkich mieszkańców w wieku 5–17 lat. Szkoła podstawowa zaczyna się w wieku 5 lat i trwa 7 lat. Szkoła średnia, która jest również obowiązkowa, trwa 5 lat i kończy się egzaminem CSEC. Dalsza edukacja jest nieobowiązkowa, jednakże aby móc kandydować na studia, trzeba ukończyć dwuletnią szkołę kończącą się egzaminem CAPE.

### Nauka i szkolnictwo wyższe
Na terenie Antigui i Barbudy swoją siedzibę mają dwa uniwersytety. Założony w 1982 University of Health Sciences Antigua z siedzibą w Piccadilly oraz założona w 2004 prywatna uczelnia American University of Antigua w Coolidge. Obie uczelnie znajdują się poza pierwszym tysiącem najlepszych szkół wyższych na świecie.

## Kultura i sport

### Media
Lista mediów za:
Prasa:
- Antigua Sun – dziennik,
- Daily Observer – dziennik,
- The Worker’s Voice – dwutygodnik wydawany przez Antigua Labour Party and Antigua Trades and Labour Union,
- Caribarena Antigua – portal informacyjny,

Radio:
- ABS Radio – Antigua and Barbuda Broadcasting Service państwowe,
- Observer Radio – komercyjne,
- Caribbean Radio Lighthouse – baptystyczne,
- ZDK Liberty Radio – komercyjne,
- Sun FM – komercyjne,
- Crusader Radio – należące do United Progressive Party,

Telewizja:
- ABS Television – Antigua and Barbuda Broadcasting Service państwowe.

### Kino i kinematografia
Na terenie kraju znajdują się dwa kina. Obie placówki znajdują się w stolicy.
Pierwszy film wyprodukowany przez Antiguę i Barbudę został zrealizowany w 2001. Była to komedia romantyczna The Sweetest Mango. Drugim filmem był thriller No Seed nakręcony w 2002. Trzeci film La diablesse miał swoją premierę dopiero w 2006. Reżyserem tych filmów był Howard Allen. Rozwój kina Antigui i Barbudy nastąpił w 2010. Jednakże do końca 2012 w kraju zostało zrealizowane zaledwie 15 filmów mających premiery kinowe.
Od 2011 Motion Picture Association of Antigua and Barbuda organizuje co roku festiwal filmowy International Film Festival Antigua Barbuda. Oprócz tego organizacja promuje kinematografię w kraju oraz organizuje warsztaty dla twórców.

### Biblioteki i muzeum
Największą biblioteką posiadającą w swych zasobach 50 tysięcy woluminów jest St. John’s Public Library. W stolicy znajduje się także muzeum archeologiczne.

### Sport
Antigua i Barbuda zadebiutowały na igrzyskach olimpijskich w 1976, jeszcze nie będąc niepodległym państwem. W 1980 Antigua i Barbuda nie wystawiła reprezentacji olimpijskiej. Później sportowcy z tego kraju występowali na wszystkich letnich igrzyskach olimpijskich. Do Igrzysk Olimpijskich 2012 włącznie Antiguę i Barbudę reprezentowało 47 zawodników i 16 zawodniczek, reprezentujących kraj w 6 dyscyplinach. Reprezentanci tego kraju nie zdobyli żadnych medali olimpijskich. W zimowych igrzyskach olimpijskich kraj ten nie uczestniczył.

### Kuchnia
Kuchnia Antigui i Barbudy jest połączeniem kuchni brytyjskiej oraz karaibskiej. W diecie mieszkańców duże znaczenie mają ryby i owoce morza. Potrawy z ryb są typowo brytyjskie jednakże przyrządzane z gatunków miejscowych.